# العلاقات الأفغانية الفيتنامية
العلاقات الأفغانية الفيتنامية هي العلاقات الثنائية التي تجمع بين أفغانستان وفيتنام.

## مقارنة بين البلدين
هذه مقارنة عامة ومرجعية للدولتين:
| وجه المقارنة                                              | أفغانستان                    | فيتنام           |
| --------------------------------------------------------- | ---------------------------- | ---------------- |
| المساحة (كم2)                                             | 652.23 ألف                   | 331.69 ألف       |
| عدد السكان (نسمة)                                         | 34.94 مليون                  | 94.66 مليون      |
| الكثافة السكانية (ن./كم²)                                 | 53.57                        | 285.39           |
| العاصمة                                                   | كابل                         | هانوي            |
| اللغة الرسمية                                             | اللغة البشتوية، اللغة الدرية | اللغة الفيتنامية |
| العملة                                                    | أفغاني                       | دونغ فيتنامي     |
| الناتج المحلي الإجمالي (بليون دولار)                      | 20.82 مليار                  | 234.19 مليار     |
| الناتج المحلي الإجمالي (تعادل القوة الشرائية) بليون دولار | 62.62 مليار                  | 553.42 مليار     |
| الناتج المحلي الإجمالي الاسمي للفرد دولار أمريكي          | 594                          | 2.48 ألف         |
| الناتج المحلي الإجمالي للفرد دولار أمريكي                 | 1.93 ألف                     | 5.63 ألف         |
| مؤشر التنمية البشرية                                      | 0.479                        | 0.666            |
| رمز المكالمات الدولي                                      | +93                          | +84              |
| رمز الإنترنت                                              | .af                          | .vn              |
| المنطقة الزمنية                                           | ت ع م+04:30                  | ت ع م+07:00      |

## منظمات دولية مشتركة
يشترك البلدان في عضوية مجموعة من المنظمات الدولية، منها:
| علم المنظمة | اسم المنظمة                        | تاريخ انضمام أفغانستان | تاريخ انضمام فيتنام |
| ----------- | ---------------------------------- | ---------------------- | ------------------- |
|             | وكالة ضمان الاستثمار متعدد الأطراف | 16 يونيو 2003          | 5 أكتوبر 1994       |
|             | منظمة الشرطة الجنائية الدولية      | ?                      | ?                   |
|             | منظمة حظر الأسلحة الكيميائية       | ?                      | ?                   |
|             | الأمم المتحدة                      | 19 نوفمبر 1946         | 20 سبتمبر 1977      |
|             | مؤسسة التمويل الدولية              | 23 سبتمبر 1957         | 4 أغسطس 1967        |
|             | يونسكو                             | 4 مايو 1948            | 6 يوليو 1951        |
|             | مؤسسة التنمية الدولية              | 2 فبراير 1961          | 24 سبتمبر 1960      |
|             | بنك التنمية الآسيوي                | 1966                   | 1966                |
|             | البنك الدولي للإنشاء والتعمير      | 14 يوليو 1995          | 21 سبتمبر 1956      |
|             | الاتحاد البريدي العالمي            | ?                      | ?                   |
|             | الاتحاد الدولي للاتصالات           | 12 أبريل 1928          | 24 سبتمبر 1951      |

## أعلام
هذه قائمة لبعض الشخصيات التي تربطها علاقات بالبلدين:
- اكليل أحمد حكيمي (دبلوماسي أفغاني، 1968 – )

## وصلات خارجية
- موقع وزارة الخارجية الأفغانية
- موقع وزارة الخارجية الفيتنامية